# Gamesplanet
Gamesplanet ist seit 2006 als Verkaufs- und Download-Plattform der französischen Firma Metaboli global in der digitalen Distribution von PC-Videospielen tätig. Unter dem Dach von Metaboli als europaweit führende Download-Plattform für digitale Spiele konzentriert sich Gamesplanet seither auf den Verkauf von PC-Spielen als lizenzierter Vertriebspartner etablierter Spieleentwickler und Publisher, darunter auch Epic Games, Rockstar Games, THQ und Disney Interactive Studios.
Stand 2021 ist der Angebotskatalog auf mehr als 7000 PC-Spieletitel gewachsen. Gamesplanet pflegt offiziell mehr als 170 Partnerschaften mit Publishern und Entwicklerstudios und hatte darüber hinaus 2020 unter dem Markendach Metaboli Publishing auch von eigens betreuten Entwicklern Indie-Spiele im Vertrieb, wie etwa die Tavernen-Simulation Travellers Rest.

## Geschichte
Im Juni 2014 stellte Metaboli nach stetig wachsendem Erfolg der Marke Gamesplanet sein Programm grundlegend neu auf und verkaufte einen großen Teil der Geschäfte an die Software- und Service-Plattform Nexway. Im Fokus von Metaboli steht seitdem allein Gamesplanet mit seinen dedizierten Online-Shops für Deutschland, Frankreich, England und einem US-Shop für den internationalen PC-Spielemarkt.
Im März 2019 gab Gamesplanet bekannt, das Spiel Tom Clancy's: The Division 2 nicht mehr verkaufen zu können, nach der Bestätigung eines zeitbegrenzten Exklusiv-Deals mit dem Epic Games Store durch Ubisoft. Mittlerweile ist der Titel, wie auch andere nicht-exklusive Ubisoft-Spiele, auf Gamesplanet erhältlich und kann dort über eine Direktanbindung mit den Servern von Ubisoft Connect aktiviert werden, ohne dass es zu einem Austausch von Spiele-Keys kommt. Publisher wie Ubisoft (Ubisoft Connect, vormals Uplay), Electronic Arts (Origin) und Activision Blizzard (Battle.net) setzen als Maßnahme gegen den Graumarkt-Handel verstärkt auf Spieleaktivierungen über Direktanbindungen. Ein Einlösen von Spiele-Keys, beispielsweise auf Plattformen wie Steam oder Battle.net, wie es sonst generell üblich gewesen ist, entfällt beim Kauf von Spielen besagter Publisher auf Gamesplanet. Als Vertragspartner kann Gamesplanet den Direktaktivierungs-Service im eigenen Online-Shop anbieten.
Im Februar 2021 ist der französische Spiele-Publisher und Gamesplanet-Partner Nacon von Entwickler Frogwares beschuldigt worden, eine von Gamesplanet gekaufte Kopie des Spiels The Sinking City unerlaubt modifiziert zu haben, für den anschließenden Vertrieb des PC-Spiels auf Steam. Gamesplanet schaffte es so, wenn auch unfreiwillig, wiederholt in die Meldungen der internationalen Spielepresse, mitunter bei den bekanntesten Online-Magazinen und Unterhaltungs-Netzwerken wie etwa IGN, Kotaku und Eurogamer. Nacon sah sich gezwungen, den Vertrieb von The Sinking City auf Steam einzustellen. Das Spiel ist seitdem exklusiv auf Gamesplanet und Electronic Arts’ Vertriebsplattform Origin für PC erhältlich.
Im darauffolgenden März 2021 machte Gamesplanet erneut Schlagzeilen in der internationalen Spielepresse. Steam verweigerte Entwickler RLR Training Inc die Vermarktung von Super Seducer 3, die Fortsetzung einer Verführungs-Simulationsreihe. Kurz darauf bietet Gamesplanet die Super-Seducer-Reihe im eigenen Shop für den internationalen Markt an, wie es beispielsweise in einer Meldung auf Techraptor hieß und begründet diesen Schritt unter anderem damit, dass Steams diskretionäre Entscheidung nicht stellvertretend für alle anderen Anbieter stehen dürfe.
Kontroverse Graumärkte
Da Gamesplanet im Gegensatz zu vielfach kontrovers diskutierten, so genannten Graumarkt-Drittanbietern direkte Verbindungen zu Herstellern und Publishern nachweislich pflegt, kooperieren namhafte deutsche und internationale Spielemagazine bevorzugt und exklusiv mit Gamesplanet als Spielehändler, darunter beispielsweise GameStar, PC Games und 4Players in Deutschland, Eurogamer international und Jeuxvideo.com in Frankreich. Immer wieder kam es in der Vergangenheit zu Problemen mit unautorisierten Drittanbietern von PC-Spielen, die mitunter Aktivierungs-Keys aus fragwürdigen Quellen oder sogar gestohlene Game-Keys angeboten hätten. GameStar berichtete 2019 wiederholt über den Konflikt, den Entwickler und Publisher mit unautorisierten Händlern für digitale Spiele haben. 2020 hat das Unternehmen G2A laut einem Bericht auf PC Games offen zugegeben, gestohlene Spiele-Keys verkauft zu haben. Etliche Einträge im stark frequentierten Sub-Reddit „PC Master Race“ machen unter der Überschrift „Graumarkt-Key-Wiederverkäufer und was sie für euch bedeuten“ deutlich, wie gravierend die Problematik des illegalen Key-Handels ist. Als von Entwicklern und Publishern autorisierter Spielehändler distanziert sich Gamesplanet ausdrücklich von den Methoden des Graumarkthandels und positioniert sich als legaler Händler.
Mehrere Spieleentwickler und Publisher sahen sich in der Vergangenheit mehrfach in der Pflicht, die digitale Aktivierung von Spielen, die über nicht autorisierte Drittanbieter auf den Markt gelangt sind, nachträglich sperren zu lassen.
Ein Statement von Ubisoft dazu:
Wir deaktivieren regelmäßig Schlüssel, die in betrügerischer Absicht erlangt und weiterverkauft wurden. In diesem Fall prüfen wir derzeit den Ursprung des Betrugs und werden die Käufer informieren, sobald wir mehr Informationen dazu haben.
Ubisoft pflegt unter dem Titel „Liste der zugelassenen digitalen Vertreiber von Ubisoft Spielen“ eine öffentlich einsehbare Übersicht mit Anbietern, die eine digitale Vertriebsvereinbarung mit Ubisoft vorweisen können, darunter auch Gamesplanet. Auch Bethesda Softworks sah sich unter anderem im Mai 2015 genötigt, dem betrügerischen Key-Handel entgegenzuwirken, da Game-Keys für das hauseigene Spiel The Elder Scrolls Online über nicht autorisierte Wege in den Handel gelangt waren. Gamesplanet und Metaboli finden auch in Bethesdas Übersicht mit autorisierten Key-Händlern Erwähnung.